# Mameto-de-inquice
Mameto-de-inquice ou somente mameto (em quicuio: mametu dya nkisi) é o cargo de mãe-de-santo do Candomblé Bantu ocupado por mulheres. Equivalente ao cargo de ialorixá do Candomblé Queto. Os homens são Tata-de-inquice.